# Eggenburg
Eggenburg – miasto w Austrii, w kraju związkowym Dolna Austria, w powiecie Horn, w regionie Waldviertel. Liczy 3 502 mieszkańców (1 stycznia 2014).

## Atrakcje turystyczne
- kościół pw. św. Stefana (St. Stephan) z romańskimi wieżami
- karner z 1299 roku
- klasztor redemptorystów
- prawie całkowicie zachowane mury obronne miasta
- pięciokątny rynek z barokową Kolumną Trójcy Przenajświętszej upamiętniającą ofiary epidemii, oraz domem pokrytym malunkami sgraffito
- Krahuletz-Museum - muzeum które zawdzięcza swe istnienie badaczowi Johannowi Krahuletzowi (1848-1928) z kolekcją zegarów, zbiorów minerałów, eksponatów etnograficznych, skamieniałościami flory i fauny
- Rollipop-Museum - muzeum z kolekcją nietypowych pojazdów z przeszłości